# Refugio Uno
El Refugio Uno, creado en 1936,  es la edificación más antigua concebida para proteger y dar asistencia a los esquiadores que iban desde la ciudad de Santiago de Chile hasta las montañas nevadas de Farellones, en el Valle del Mapocho. Es una construcción de dos pisos de madera y hormigón diseñada por los arquitectos Santiago Roi y Luis Middleton para el empresario editorial Agustín Edwards Budge. Actualmente está transformado en un hotel. Está ubicado en la curva 39 del Camino a Farellones, a 30 km de Santiago y a 6 km del Centro de Esquí Colorado.

## Historia
El desarrollo de este refugio está relacionado con la historia del esquí en Chile. La  construcción del «Refugio Edwards» se originó en la búsqueda de nuevas pistas de esquí en la cuenca del río Mapocho, mucho más cercanas que «Lagunillas» en la Cuenca del Maipo. En 1934 el Club Andino de Chile construyó «El Paraguas», el primer refugio de montaña, pero a demasiada distancia. 
En 1931 el alemán Oeltze von Lobenthal fundó el  Ski Club de Chile, institución que se dedicó a explorar nuevos sitios más cercanos a Santiago, que subían por la cuenca del río Mapocho, tomando el ya existente camino de la mina de cobre «La Disputada». Roberto Barrington, un miembro del club, que era piloto de avión, sobrevoló la cordillera de los Andes y divisó excelentes pistas de esquí hacia el sur, en lo que sería actualmente el Complejo Farellones, La parva, Colorado y Cerro Nevado.
A partir de 1933 se realizaron excursiones a las tierras divisadas desde el aire por Barrington. Los miembros del Ski Club de Chile se reunían en Santiago, se trasladaban en vehículos desde Corral Quemado, punto donde el camino a la mina se separaba. Luego continuaban  el ascenso caminando o en mulas, logrando llegar tras unas cinco horas para iniciar descensos en esquís de madera por la nieve.
Aprovechando su poder económico y mediático, además de  su cercanía con el entonces presidente de Chile, Agustín Edwards presionará para que el estado construya un camino hasta el refugio y los campos de esquí cercanos. Incluso ofrecerá pagar de su bolsillo parte del costo de la construcción del camino. Con el tiempo y las facilidades creadas se establecerán otros refugios y casas más allá de los farellones que le darán el nombre al centro de esquí.

## El refugio

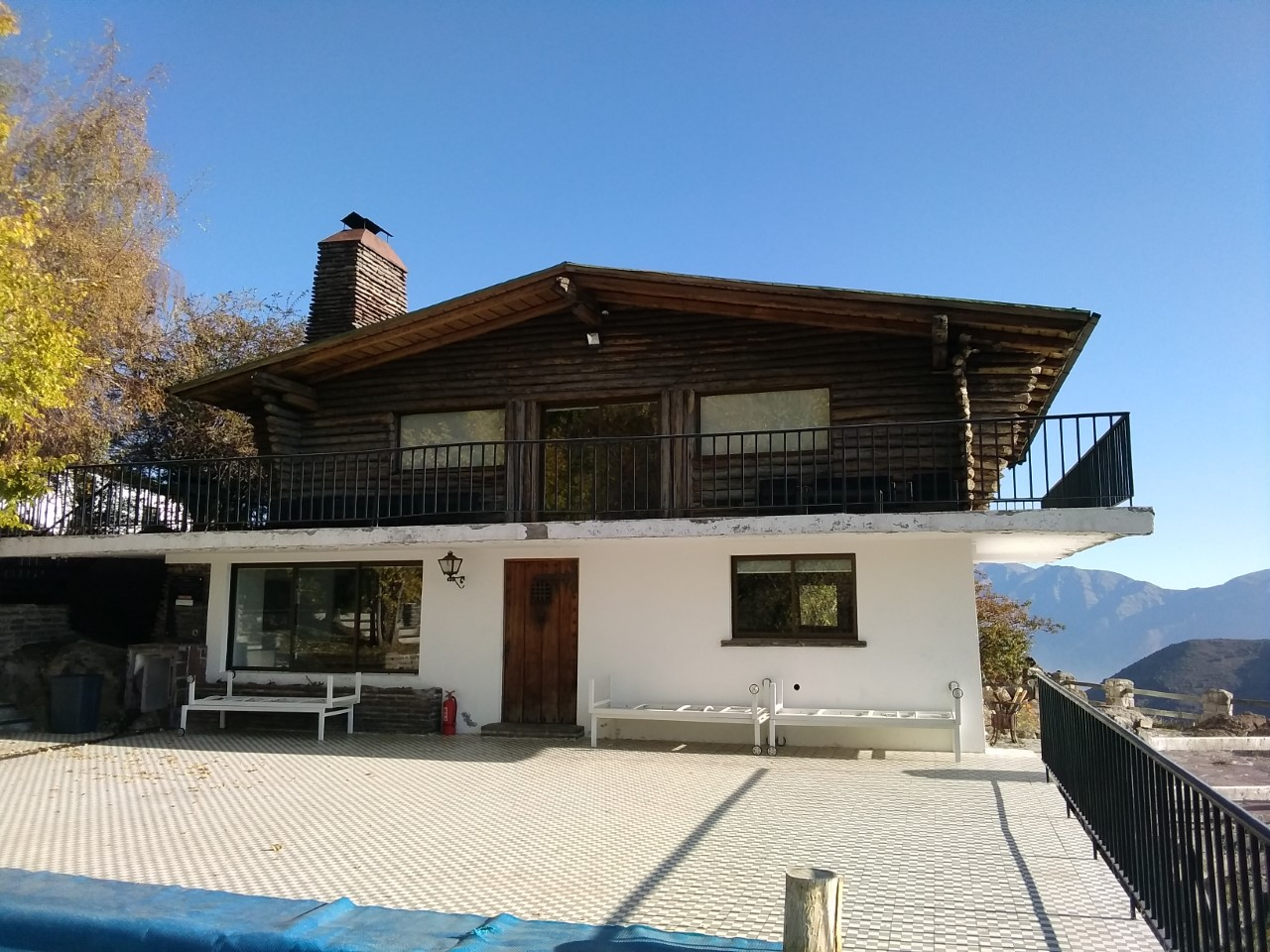
Vista posterior

En 1935 Agustín Edwards Budge decide la construcción de su refugio a ejemplo del refugio de Lagunillas. Primero le escribe al presidente de Chile, en ese momento Arturo Alessandri Palma, solicitando la construcción de un camino  desde Corral Quemado. Edwards adquiere el terreno en un loteo público e inicia la construcción a cargo del arquitecto Santiago Roi y posteriormente Luis Middleton. Se eligió un punto prominente junto a un farellón que le dio una gran vista del valle. Los materiales fueron subido a lomo de mulas.
La edificación será de dos pisos, mezclando el hormigón y la construcción en troncos de madera, sin embargo, Edwards se asegurará que su interior tenga un diseño elegante y procurando disponer de todos los adelantos tecnológicos necesarios para mantener cómodo a los invitados.
La posterior construcción del andarivel le benefició por su cercanía y permitió, además, al pueblo que se construyó junto al refugio,  desarrollarse como uno de los  centros de esquí importante del Hemisferio Sur. Dicho pueblo tomará el nombre de Farellones por la posición del refugio. Para inicios del siglo XXI el pueblo tendrá unas 220 casas, una escuela, una oficina municipal y aproximadamente 150 personas que viven en forma permanente. 
Con el tiempo se irá modernizando, dinamitándose parte del cerro para construir un estacionamiento con piso radiante para evitar su congelación y una piscina.

## El Estacionamiento conpiso radiante

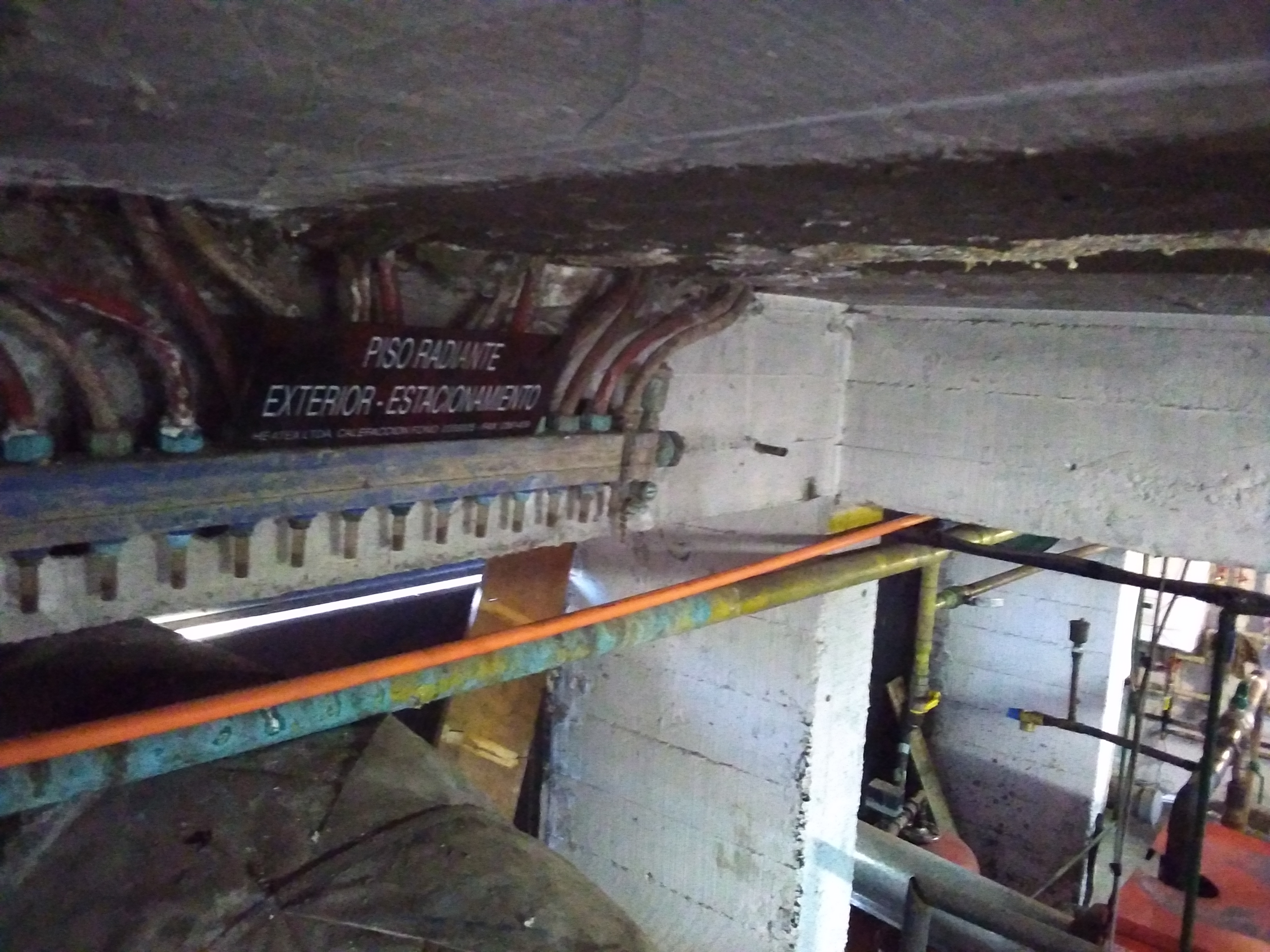
Vista de los colectores y purgadores en el subterráneo del estacionamiento

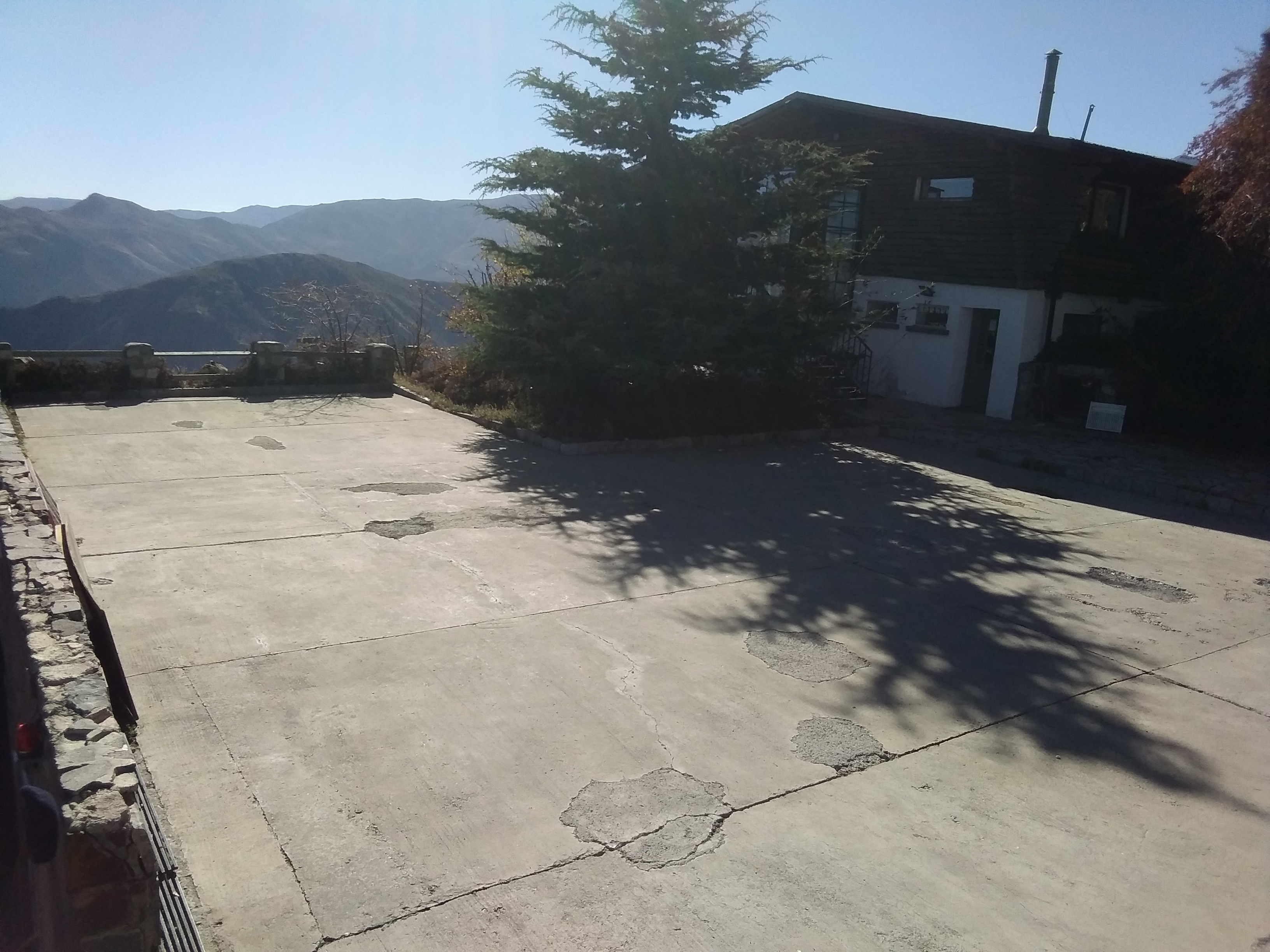
Vista del estacionamiemto con suelo radiante

Una de las características llamativas de la edificación fue la construcción de un piso radiante en el estacionamiemto del recinto, para evitar la congelación y el deslizamiento de los vehículos en una sector peligroso por estar junto a un acantilado. 
Esta mejora fue construida probablemente en la década de los 80´s del siglo XX. Puesto que el refugio fue construido por la familia Edwards, una de las más opulentas del Chile del siglo XX, ellos tenían el presupuesto para cubrir el costo de uso de esta tecnología.
Dicho sistema se empleaba durante los días de nevadas. Sin embargo el aumento del precio de los combustibles y las demandas ecológicas no permitieron el uso de esta tecnología, la cual actualmente está sin uso y además ya deshabilitada. Sin embargo aun queda los vestigios visibles de tan impráctica solución.

## Actividades cercanas

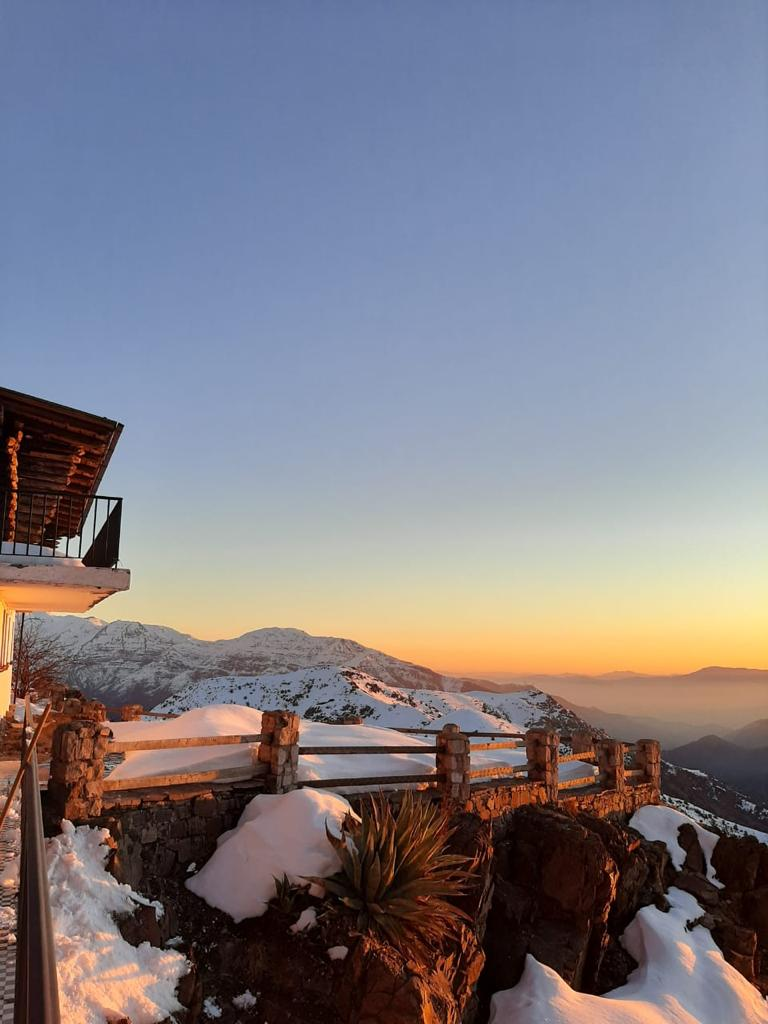
Vista lateral de sectores aledaños.

Su ubicación le permite estar cerca de:
- Pista de esquí
- Circuitos de trekking
- Cabalgatas
- Senderos de ciclismo